# Baltimore Ravens 2001
La stagione 2001 dei Baltimore Ravens è stata la 6ª della franchigia nella National Football League, a cui la squadra si presentò come campione in carica.

## Scelte nel Draft 2001
| Giro | Giocatore         | Ruolo          | College                  |
| ---- | ----------------- | -------------- | ------------------------ |
| 1    | Todd Heap         | Tight end      | Arizona State Sun Devils |
| 2    | Gary Baxter       | Defensive back | Baylor Bears             |
| 3    | Casey Rabach      | Centro         | Wisconsin Badgers        |
| 4    | Edgerton Hartwell | Linebacker     | Western Illinois         |
| 5    | Chris Barnes      | Running back   | New Mexico State Aggies  |
| 6    | Joe Maese         | Centro         | New Mexico Lobos         |
| 7    | Dwayne Missouri   | Defensive end  | Northwestern Wildcats    |

## Calendario

### Stagione regolare
| Turno | Data               | Avversario              | Risultato          | Record             | TV                 | Pubblico           |
| ----- | ------------------ | ----------------------- | ------------------ | ------------------ | ------------------ | ------------------ |
| 1     | 9/9/2001           | Chicago Bears           | V 17–6             | 1–0–0              | FOX 1:00pm         | 69,365             |
| 2     | 23/9/2001          | at Cincinnati Bengals   | S 21–10            | 1–1–0              | CBS 1:00pm         | 51,121             |
| 3     | 30/9/2001          | at Denver Broncos       | V 20–13            | 2–1–0              | CBS 4:00pm         | 75,082             |
| 4     | 7/10/2001          | Tennessee Titans        | V 26–7             | 3–1–0              | CBS 1:00pm         | 69,494             |
| 5     | 14/10/2001         | at Green Bay Packers    | S 31–23            | 3–2–0              | CBS 1:00pm         | 59,866             |
| 6     | 21/10/2001         | at Cleveland Browns     | S 24–14            | 3–3–0              | CBS 1:00pm         | 72,818             |
| 7     | 28/10/2001         | Jacksonville Jaguars    | V 18–17            | 4–3–0              | CBS 1:00pm         | 69,439             |
| 8     | 4/11/2001          | at Pittsburgh Steelers  | V 13–10            | 5–3–0              | CBS 1:00pm         | 62,906             |
| 9     | 12/11/2001         | at Tennessee Titans     | V 16–10            | 6–3–0              | ABC 9:00pm         | 68,798             |
| 10    | 18/11/2001         | Cleveland Browns        | S 27–17            | 6–4–0              | CBS 1:00pm         | 69,353             |
| 11    | 25/11/2001         | at Jacksonville Jaguars | V 24–21            | 7–4–0              | CBS 4:00pm         | 53,530             |
| 12    | 2/12/2001          | Indianapolis Colts      | V 39–27            | 8–4–0              | CBS 1:00pm         | 69,382             |
| 13    | Settimana di pausa | Settimana di pausa      | Settimana di pausa | Settimana di pausa | Settimana di pausa | Settimana di pausa |
| 14    | 16/12/2001         | Pittsburgh Steelers     | S 26–21            | 8–5–0              | ESPN 8:30pm        | 69,506             |
| 15    | 23/12/2001         | Cincinnati Bengals      | V 16–0             | 9–5–0              | CBS 1:00pm         | 68,987             |
| 16    | 29/12/2001         | at Tampa Bay Buccaneers | V 22–10            | 9–6–0              | ABC 9:00pm         | 65,619             |
| 17    | 7/1/2002           | Minnesota Vikings       | V 19–3             | 10–6–0             | ABC 9:00pm         | 69,465             |

### Playoff
| Turno      | Data      | Avversario             | Risultato | Ora        | Record |
| ---------- | --------- | ---------------------- | --------- | ---------- | ------ |
| Wild Card  | 13/1/2002 | at Miami Dolphins      | V 20–3    | CBS 4:30pm | 72,251 |
| Divisional | 20/1/2002 | at Pittsburgh Steelers | S 27–10   | CBS 1:00pm | 63,976 |

## Classifiche
| (1) Pittsburgh Steelers | 13 | 3  | 0 | .813 | 352 | 212 | V1 |
| (5) Baltimore Ravens    | 10 | 6  | 0 | .625 | 303 | 265 | V1 |
| Cleveland Browns        | 7  | 9  | 0 | .438 | 285 | 319 | S1 |
| Tennessee Titans        | 7  | 9  | 0 | .438 | 336 | 388 | S2 |
| Jacksonville Jaguars    | 6  | 10 | 0 | .375 | 294 | 286 | S2 |
| Cincinnati Bengals      | 6  | 10 | 0 | .375 | 226 | 309 | V2 |

Fonte: